# Zaïre op de Olympische Zomerspelen 1984
Zaïre debuteerde op de Olympische Spelen tijdens de Olympische Zomerspelen 1984 in Los Angeles. In 1968 nam het land ook al deel onder de naam Congo-Kinshasa.

## Deelnemers en resultaten
(m) = mannen, (v) = vrouwen 

### Atletiek
| Olympiër             | Discipline   | Resultaat | Prestatie                 |
| -------------------- | ------------ | --------- | ------------------------- |
| Masini Situ-Kumbanga | 5000m (m)    | 47e       | serie 4: 12de in 15.02,52 |
| Masini Situ-Kumbanga | marathon (m) | DNF       | niet gefinisht            |
|                      |              |           |                           |
| Christine Bakombo    | 800m (v)     | 25e       | serie 1: 6de in 2.18,79   |

### Boksen
| Olympiër          | Discipline  | Resultaat | Prestatie |
| ----------------- | ----------- | --------- | --- |
| Lutuma Diabateza  | -51kg (m)   | 17e       | 1ste ronde: V van PUR Rodriguez: 0-5                                                                          |
| Tshoza Mukuta     | -54kg (m)   | 17e       | 1ste ronde: vrij 2de ronde: V van ARG Decima: 0-5                                                             |
| André Kimbu       | -60kg (m)   | 17e       | 1ste ronde: vrij 2de ronde: V van GUY Carew: 0-5                                                              |
| Muenge Kafuanka   | -63,5kg (m) | 17e       | 1ste ronde: V van PUR Maysonet: scheidsrechterlijke beslissing                                                |
| Kitenge Kitangawa | -67kg (m)   | 9e        | 1ste ronde: vrij 2de ronde: V van LES Tsapi: scheidsrechterlijke beslissing 3de ronde: V van JAM Frazier: 2-3 |
| Fubulune Inyama   | -71kg (m)   | 17e       | 1ste ronde: vrij 2de ronde: V van TGA Lutui: 1-4                                                              |

Algerije · Amerikaanse Maagdeneilanden · Andorra · Antigua en Barbuda · Argentinië · Australië · Bahama’s · Bahrein · Bangladesh · Barbados · België · Belize · Benin · Bermuda · Bhutan · Birma · Bolivia · Bondsrepubliek Duitsland · Botswana · Brazilië · Britse Maagdeneilanden · Canada · Centraal-Afrikaanse Republiek · Chili · China · Chinees Taipei · Colombia · Congo-Brazzaville · Costa Rica · Cyprus · Denemarken · Djibouti · Dominicaanse Republiek · Ecuador · Egypte · El Salvador · Equatoriaal-Guinea · Fiji · Filipijnen · Finland · Frankrijk · Gabon · Gambia · Ghana · Grenada · Griekenland · Groot-Brittannië · Guatemala · Guinee · Guyana · Haïti · Honduras · Hongkong · Ierland · IJsland · India · Indonesië · Irak · Israël · Italië · Ivoorkust · Jamaica · Japan · Joegoslavië · Jordanië · Kaaimaneilanden · Kameroen · Kenia · Koeweit · Lesotho · Libanon · Liberia · Liechtenstein · Luxemburg · Madagaskar · Malawi · Maleisië · Mali · Malta · Marokko · Mauritanië · Mauritius · Mexico · Monaco · Mozambique · Nederland · Nederlandse Antillen · Nepal · Nicaragua · Nieuw-Zeeland · Niger · Nigeria · Noord-Jemen · Noorwegen · Oeganda · Oman · Oostenrijk · Pakistan · Panama · Papoea-Nieuw-Guinea · Paraguay · Peru · Portugal · Puerto Rico · Qatar · Roemenië · Rwanda · Salomonseilanden · Samoa · San Marino · Saoedi-Arabië · Senegal · Seychellen · Sierra Leone · Singapore · Soedan · Somalië · Spanje · Sri Lanka · Suriname · Swaziland · Syrië · Tanzania · Thailand · Togo · Tonga · Trinidad en Tobago · Tsjaad · Tunesië · Turkije · Uruguay · Venezuela · Verenigde Arabische Emiraten · Verenigde Staten · Zaïre · Zambia · Zimbabwe · Zuid-Korea · Zweden · Zwitserland